# John Schlesinger
John Schlesinger CBE (Londres, 16 de febrer de 1926 - Palm Springs, 25 de juliol de 2003) comandant de l'imperi britànic fou un director, actor, guionista i productor de cinema britànic. És considerat, amb Tony Richardson i Karel Reisz, com un dels directors del Free Cinema britànic de la dècada del 1960.

## Biografia

### Començaments
John Schlesinger va néixer a Londres en una família jueva pertanyent a la classe mitjana, fill de Winifred Henrietta (nascuda Regensburg) i de Bernard Edward Schlesinger, metge. Després d'haver acabat els seus estudis a l'escola d'Uppingham després al Balliol College de la universitat d'Oxford, va començar a treballar com a actor per a la televisió.
És considerat, amb Tony Richardson i Karel Reisz, com un dels directors del Free Cinema britànic.

### Carrera
Una de les seves primeres pel·lícules, el curtmetratge documental Terminal (1961), li va suposar aconseguir el premi de la British Academy of Film and Television Arts (BAFTA) al millor curtmetratge.
Els seus dos primers llargmetratges de ficció A Kind of Loving (1962), coronat per l'Os d'Or al Festival de Berlín l'any de la seva sortida, i Billy Liar (1963) s'interessen per la vida al nord d'Anglaterra. El seu tercer, Darling (1965), que es va emportar entre altres premis 3 Oscars i 4 BAFTAs, és la descripció acerba de l'estil de vida urbà modern a la capital britànica i és un dels primers on és qüestions el Swinging London. La seva pel·lícula següent, estrenada el 1967, serà una adaptació de la cèlebre novel·la homònima de Thomas Hardy Lluny del brogit mundà. És tanmateix el 1969 quan Schlesinger aconseguirà el seu èxit més gran, amb Cowboy de mitjanit, pel·lícula que va ser reconeguda per tot el món i que va valer al director guanyar a la vegada l'Oscar al millor director i l'Oscar a la millor pel·lícula.
Entre les pel·lícules que seguiran figuren Diumenge, maleït diumenge (1971), El dia de la llagosta (1975), Marathon Man (1976), Ianquis (1979), Pacific Heights (1990), A Question of Attribution (1991), realitzat per a la televisió, L'innocent i Gairebé perfecte (2000).
Al teatre, Schlesinger va dirigir Timon of Athens (1965) per a la Royal Shakespeare Company i l'espectacle musical I and Albert (1972) al Piccadilly Theatre de Londres. A partir de 1973, va ocupar la funció de director associat del Royal National Theatre.
A remarcar que Schlesinger va realitzar un espot polític pel Partit conservador britànic, en el marc de les eleccions generals de 1992 al Regne Unit. Aquest espot ensenya el Primer Ministre John Major tornant a Brixton al sud de Londres, allà on va passar la seva adolescència, on subratlla els orígens humils (i atípics per a un Conservador tradicional) de l'home polític.
Obertament homosexual, Schlesinger explica aquest assumpte a Cowboy de mitjanit, Diumenge, maleït diumenge i Gairebé perfecte.

### Mort
Schlesinger va haver de sotmetre's a un quàdruple bypass el 1998, abans de ser víctima d'un accident cerebrovascular el desembre de 2000. El 24 de juliol de 2003, el respirador artificial que el mantenia en vida al Desert Regional Medical Center de Palm Springs (Califòrnia) va ser desconnectat en presència del que va ser el company del director durant més de trenta anys, el fotògraf Michael Childers.

## Filmografia (parcial)

### Director
- 1961: Terminal
- 1962: A Kind of Loving
- 1963: Billy Liar
- 1965: Darling
- 1967: Lluny del brogit mundà (Far from the Madding Crowd)
- 1969: Cowboy de mitjanit (Midnight cowboy)
- 1971: Diumenge, maleït diumenge (Sunday, Bloody Sunday)
- 1975: El dia de la llagosta (The Day of the Locust)
- 1976: Marathon Man
- 1979: Ianquis (Yanks)
- 1981: Disbauxa a l'autopista  (Honky Tonk Freeway)
- 1984: El joc del falcó (The Falcon and the Snowman)
- 1987: Els creients (The Believers)
- 1988: Madame Sousatzka
- 1990: Pacific Heights
- 1993: L'innocent (The Innocent)
- 1996: Eye for an Eye
- 2000: Gairebé perfecte (The Next Best Thing)

### Actor
- 1956: The Last Man to Hang ?, de Terence Fisher
- 1956: La batalla del Riu de la Plata (The Battle of the River Plate), de Michael Powell
- 1990: Pacific Heights
- 1995: The Celluloid Closet de Robert Epstein

### Guionista
- 1961: Terminus
- 1988: Madame Sousatzka

### Productor
- 1984: El joc del falcó (The Falcon and the Snowman)
- 1987: Els creients (The Believers)

## Premis
- Os d'Or al Festival Internacional de Cinema de Berlín el 1962 per a la pel·lícula A Kind of Loving
- Oscar al millor director el 1970 per a Cowboy de mitjanit